# 6686 Hernius
6686 Hernius è un asteroide della fascia principale. Scoperto nel 1979, presenta un'orbita caratterizzata da un semiasse maggiore pari a 2,9462554 UA e da un'eccentricità di 0,1042007, inclinata di 2,37731° rispetto all'eclittica.